# Bizzozeriella phyllogena
Bizzozeriella phyllogena är en svampart som beskrevs av Speg. 1888. Bizzozeriella phyllogena ingår i släktet Bizzozeriella, divisionen sporsäcksvampar och riket svampar.   Inga underarter finns listade i Catalogue of Life.